# Thiers
Thiers este un oraș în Franța, sub-prefectură a departamentului Puy-de-Dôme, în regiunea Auvergne. În 2009 avea o populație de 11,531 de locuitori.
Populația orașului a scăzut mult încă din anii 1960, dar din 2012, populația pare să crească. În 2014, 11,588 de oameni trăiesc în Thiers
Thiers este capitala mondială a tacâmurilor. Acesta se întrunește 80% cuțite cerințe din Franța, iar cuțitele sunt exportate în întreaga lume.

## Personalități născute aici
- Claire Chazal (n. 1956), jurnalistă.